# Samael Aun Weor
Samael Aun Weor (6. března 1917 Bogotá, Kolumbie – 24. prosince 1977 Ciudad de México, Mexiko), narozen jako Víctor Manuel Gómez Rodríguez, byl duchovní učitel a autor více než šedesáti knih s esoterickou tematikou. O svém učení a skupinách jež zakládal hovořil jako „universálním gnosticismu“, „doktríně syntézy či jednoduše jako o „gnózi“. Jeho dílo vychází z pereniální filosofie a jako svůj konečný cíl chápal „kristifikaci“ či „konečné osvobození“.
Weor studoval společně s Arnoldem Krummem Hellerem, členem Ordo Templi Orientis, a stal se okultistou a spisovatelem. Jeho učení shrnula především kniha Dokonalé manželství z roku 1961, přičemž název díla odkazuje na vědění-Otce a lásku-Matku v souladu. V Mexiku založil Movimiento Gnostico Cristiano Universal (MGCU) „Universální gnostické křesťanské hnutí“ a následně pak Iglesia Gnostica Cristiana Universal „Gnosticko křesťanskou universální církev“ a v roce 1952 Associacion Gnostica de Estudios Antropologicos Culturales y Cientificos „Gnostické sdružení antropologických, kulturních a vědeckých studií.”. MGCU přestával být aktivní po Weorově smrti, ale jeho následovníci brzy začaly zakládat nové organizace chápané jako součást širšího „mezinárodního gnostického hnutí.“ Zdeněk Vojtíšek chápe jako hlavní zdroj Weorova učení tantrický hinduismus a taoismus s ohledem na důraz kladený na „usměrnění sexuální energie“.
V Česku se poslední z jmenovaných organizací prezentovala od roku 1997 pod jménem Centrum pro studium gnostické antropologie přednáškami německých a rakouských členů. Později vzniklo centrum v Praze a hnutí vystupuje také jako Studijní centrum sebepoznání C. E. A.